# JUNK LAND
『JUNK LAND』（ジャンク・ランド）は、日本のシンガーソングライターである玉置浩二の6枚目のオリジナル・アルバム。
1997年9月21日にソニー・ミュージックレコーズからリリースされた。前作『CAFE JAPAN』（1996年）より1年ぶりとなるオリジナル・アルバムである。ほぼ全曲において作詞および作曲を玉置が行い、須藤晃が数曲で玉置と歌詞を共作している。プロデュ－スは須藤と玉置が担当している。
レコーディングは日本国内で行われ、玉置、須藤、安藤さと子の3名でほぼ全てのレコーディングが行われた事や、前作に増して玉置の作詞の割り合いが増している事を特徴としている。音楽性としては様々なジャンルの楽曲が取り入れられており、歌詞に関しては玉置による生活環境の変化を求めたものとなっている。
本作からは先行シングルとしてフジテレビ系木曜劇場『こんな恋のはなし』（1997年）の主題歌として使用された「MR.LONELY」がシングルカットされた他、本作のリリースから約7年後の2004年にテレビ朝日系バラエティ番組『いまどき!ごはん』（2004年 - 2007年）のエンディングテーマとして使用された「しあわせのランプ」がリカットされた。
本作はオリコンアルバムチャートにおいて最高位第9位となり、日本レコード協会の集計では売り上げ枚数が20万枚を超えたためゴールド認定を受けている。本作リリース後に玉置はファンハウスへと移籍したため、1993年から4年間在籍したソニー・ミュージックレコーズからリリースされた最後のオリジナル・アルバムとなった。

## 背景
前作『CAFE JAPAN』（1996年）リリース後、玉置は「Concert Tour 1996 CAFE JAPAN」と題したライブツアーを9月13日の和光市民文化センターサンアゼリア 大ホールから翌1997年2月3日の北海道厚生年金会館まで全国42都市45公演におよんで実施した。しかし、同ツアー中の11月29日、腹部に異常を感じた玉置はそのままライブを行ったものの、ライブ終了後に激痛を訴え入院する事となった。病名は憩室炎と診断され、腸の病気のため食事が出来ず、点滴のみで10日間過ごしたために15キロも体重が減少する事態となった。12月31日にはNHK総合音楽番組『第47回NHK紅白歌合戦』に出演し、バックバンドをTOKIOが担当した上で「田園」を歌唱し59.9%の歌手別最高視聴率となった。
1997年に入り、俳優業としては1月5日から3月30日まで放送されたTBS系東芝日曜劇場『メロディ』に出演した他、5月17日公開の長谷川康夫監督による映画『恋は舞い降りた。』に出演、さらに7月3日から9月18日まで放送されたフジテレビ系木曜劇場『こんな恋のはなし』に出演した。同ドラマの主題歌として使用された「MR.LONELY」を8月6日にリリース、オリコンチャートでは最高位第15位であったが売上枚数が25.9万枚となるヒット曲となった。その他に10月9日放送のフジテレビ系テレビドラマ『コーチ』（1996年）の特番となる『コーチ スペシャル』に出演、さらに10月11日放送のNHK総合土曜ドラマ『もうひとつの心臓』に出演した。

## 録音、音楽性と歌詞
本作のレコーディングは1997年にソニー・ミュージック信濃町スタジオおよびセディックスタジオにて行われた。本作は前作に続き須藤晃と玉置の共同プロデュース作品となっている。本作のレコーディングはほぼ全て玉置と安藤さと子、須藤の3名で進められた。ほぼ全ての楽器を玉置が単独で担当しており、キーボードは全て安藤が担当、部分的に須藤がベースで参加している。また本作収録曲はデモテープの段階で玉置が「狙って作れるものじゃない」と非常に気に入っていたため、デモテープのままアルバムに収録される事となった。
この時期に玉置はスタジオの近辺に自宅があったため、自宅へは寝るために帰る程度であり、ほぼスタジオに缶詰めとなる生活であった。玉置は自宅へ招いた人物と共に風呂に入る習慣があり、須藤も毎日のように風呂に入っていたという。須藤はこの件に関して「もう大変でしたよ。仕事してんのか風呂入ってんのかわからない」とコメントしたが、「しんどいと思ったことはないです。楽しかったですよ」ともコメントし、24時間体制で付きっ切りになったアーティストは玉置と尾崎豊だけであると述べている。しかし親密になりすぎた事もあり、須藤と玉置は「しばらくいっしょに仕事をするのやめましょう」と確認し合い、本作を以て須藤は玉置との共同作業から離れる事となった。
本作の製作には前述のライブツアー中の急病による入院が影響しており、入院後の玉置は生活環境を大きく変える事となった。本作において玉置は生活を変更する意思を明確にしており、前作『CAFE JAPAN』と共通したジャケット・コンセプトを持つ事から連作のような作品となった。この件に関して安全地帯のメンバーである矢萩渉は「生き方に直結してますよね。すごく正直なんですよ。その時にしか作れないものですよね」とコメントしている。
少人数で制作された作品でもあり、生活の環境を変えようとしていた玉置自身の思惑がストレートに反映されたアルバムとなった。この後玉置は東京を離れて活動拠点を軽井沢へと移転する事となった。

## リリース、アートワーク、ツアー
本作は1997年9月21日にソニー・ミュージックレコーズよりCDおよびMDの2形態でリリースされた。本作からは先行シングルとして同年8月6日に玉置自身が出演したフジテレビ系木曜劇場『こんな恋のはなし』（1997年）の主題歌として使用された「MR.LONELY」がシングルカットされた他、本作リリースから約7年後の2004年6月9日にテレビ朝日系バラエティ番組『いまどき!ごはん』（2004年 - 2007年）のエンディングテーマとして使用された「しあわせのランプ」がリカットされた。また、本作収録曲である「CHU CHU」は玉置自身が出演したキリンビバレッジ「JIVE」のコマーシャルソングとして使用された。
本作のジャケット写真に関して玉置は病気になった事に影響され全裸の姿にした事や、右上に『CAFE JAPAN』のジャケットに登場した建物がある事を指摘、『CAFE JAPAN』の裏側の土地は荒れ果てた大地であった事を表現しており、積まれたスクラップの山は東京を表しているという。玉置は音楽と続けていく土地として東京は相応しくないと判断し、本作を最後に一度東京を離れる事となった。本作を受けてのコンサートツアー「CONCERT TOUR 1997 "JUNK LAND"」は同年9月から12月まで全37公演が行われた。また、ツアーの中から11月22日の東京国際フォーラム公演の模様を収録したライブ・ビデオ『WE CAN BELIEVE IN OUR "JUNK LAND"』が1998年3月21日にリリースされた。
本作は2018年8月15日にBlu-spec CD2および紙ジャケット仕様で再リリースされた。2022年11月3日にはアナログレコードの普及を目的とした東洋化成によるイベント「レコードの日 2022」の開催に伴い、本作を含む玉置のアルバム4作品が初レコード化された。

## 批評、チャート成績
| 専門評論家によるレビュー | 専門評論家によるレビュー |
| レビュー・スコア         | レビュー・スコア         |
| 出典                     | 評価                     |
| ------------------------ | ------------------------ |
| CDジャーナル             | 肯定的                   |
| TOWER RECORDS ONLINE     | 肯定的                   |

本作の音楽性に関しては肯定的な意見が挙げられており、音楽情報サイト『CDジャーナル』では同時期の玉置が役者としても高評価を得ていた事を指摘した上で、音楽家としても好調であった事を示唆し、本作がバラエティに富んだ構成でありながらポップミュージックの基本である「いい楽曲といい歌」から外れていない事を指摘、「楽しみながら音楽を作っている様子が伝わってくる」と肯定的に評価した。また複雑なアレンジや技巧に凝ったフレーズなども玉置の手にかかればカタルシスが生まれる事やダイレクトに響く事を指摘し、「泣きのギターもブルースハープも、今まで聴いたことのない音色と情感と激しい意思を持っている」と称賛した。さらに本作がJ-POPの枠では括れない作品であるとも主張した。音楽情報サイト『TOWER RECORDS ONLINE』では、『CAFE JAPAN』と共通したジャケット・コンセプトがある事を指摘した上で、「『CAFE JAPAN』と並び、90年代の名盤、日本ロック史上の最高傑作と称される作品」と絶賛した。
本作はオリコンアルバムチャートにおいて最高位第9位の登場週数6回となり、売上枚数は10.6万枚となった。本作の売り上げ枚数は玉置のアルバム売上ランキングにおいて第4位となっている。2022年および2023年、2024年に実施されたねとらぼ調査隊による玉置のアルバム人気ランキングのすべてにおいて第1位を獲得した。

## 収録曲
- CDブックレットに記載されたクレジットを参照[33]。また、8曲目および13曲目はインストゥルメンタルになっている。

| #         | タイトル                              | 作詞             | 作曲      | 編曲      | 時間  |
| --------- | ------------------------------------- | ---------------- | --------- | --------- | ----- |
| 1.        | 「太陽さん」                          | 玉置浩二         | 玉置浩二  | 玉置浩二  | 4:20  |
| 2.        | 「闇をロマンスにして」                | 玉置浩二         | 玉置浩二  | 玉置浩二  | 2:46  |
| 3.        | 「NO GAME」                           | 玉置浩二         | 玉置浩二  | 玉置浩二  | 5:44  |
| 4.        | 「さよならにGOOD BYE」                | 玉置浩二、須藤晃 | 玉置浩二  | 玉置浩二  | 3:52  |
| 5.        | 「JUNK LAND」                         | 玉置浩二、須藤晃 | 玉置浩二  | 玉置浩二  | 4:56  |
| 6.        | 「ラストショー」                      | 玉置浩二         | 玉置浩二  | 玉置浩二  | 3:14  |
| 7.        | 「スイスイ」                          | 玉置浩二         | 玉置浩二  | 玉置浩二  | 2:57  |
| 8.        | 「我が愛しのフラッグ (Instrumental)」 |                  | 玉置浩二  | 玉置浩二  | 1:37  |
| 9.        | 「風にさらわれて」                    | 須藤晃           | 玉置浩二  | 玉置浩二  | 3:22  |
| 10.       | 「CHU CHU」                           | 玉置浩二         | 玉置浩二  | 玉置浩二  | 2:44  |
| 11.       | 「金持ちさんちの貧乏人」              | 玉置浩二、須藤晃 | 玉置浩二  | 玉置浩二  | 2:32  |
| 12.       | 「MR.LONELY」                         | 玉置浩二         | 玉置浩二  | 玉置浩二  | 5:16  |
| 13.       | 「おやすみチャチ (Instrumental)」     |                  | 玉置浩二  | 玉置浩二  | 1:33  |
| 14.       | 「しあわせのランプ」                  | 玉置浩二、須藤晃 | 玉置浩二  | 玉置浩二  | 4:03  |
| 合計時間: | 合計時間:                             | 合計時間:        | 合計時間: | 合計時間: | 48:56 |

## スタッフ・クレジット
- CDブックレットに記載されたクレジットを参照[34]。

### 参加ミュージシャン
- 玉置浩二 – パーカッション、ドラムス、アコースティック・ギター、エレクトリック・ギター、ベース、コーラス、ボーカル
- 安藤さと子 – キーボード
- 須藤晃 – ベース（6 - 10, 12, 14曲目）
- 山下昭和 – ブルースハープ（7曲目）
- 竹内純ストリングス – ストリングス（9, 13, 14曲目）

### 録音スタッフ
- 須藤晃 – プロデューサー、ミキシング・エンジニア（2 - 8, 10, 11曲目）
- 玉置浩二 – プロデューサー、ミキシング・エンジニア（2 - 8, 10, 11曲目）
- 中沢慎太郎 – ディレクター
- 田中邦明 – レコーディング・エンジニア
- 松尾順二 – レコーディング・エンジニア、ミックス・エンジニア（1, 9, 12, 13, 14曲目）
- 藤原成文 – レコーディング・エンジニア、アシスタント・エンジニア
- 田中三一 – マスタリング・エンジニア
- 甲斐俊郎 – アシスタント・エンジニア
- 徳永陽一 – アシスタント・エンジニア

### 美術スタッフ
- 山本晃 – アート・ディレクション、デザイン
- 川本みちえ – デザイン
- 吉田恒星 – 写真撮影
- 征矢直行 – コンピュータ・グラフィックス
- 大熊和恵 – コーディネーション

### 制作スタッフ
- RIGHT STAFF – マネージメント
- PRESTAGE – マネージメント
- 佐藤喜代美 – マネージャー
- 安田洋文 – マネージャー
- 山下昭和 – マネージャー
- 大津“O2”敏博 – プロモーション・スタッフ
- 金子“YODEL”洋明 – エグゼクティブ・プロデューサー
- 濱野啓介 – エグゼクティブ・プロデューサー

## チャート、認定
| チャート         | 最高順位 | 登場週数 | 売上数   | 出典        |
| ---------------- | -------- | -------- | -------- | ----------- |
| 日本（オリコン） | 9位      | 6回      | 10.6万枚 | [ 2 ] [ 3 ] |

| 国/地域 | 認定組織         | 日付       | 認定     | 売上数   | 出典  |
| ------- | ---------------- | ---------- | -------- | -------- | ----- |
| 日本    | 日本レコード協会 | 1997年10月 | ゴールド | 200,000+ | [ 4 ] |

## リリース日一覧
| No. | リリース日    | レーベル                                     | 規格         | カタログ番号 | 備考                             | 出典          |
| --- | ------------- | -------------------------------------------- | ------------ | ------------ | -------------------------------- | ------------- |
| 1   | 1997年9月21日 | ソニー・ミュージックレコーズ                 | CD           | SRCL-4046    | 初回限定盤のみスリーブケース入り | [ 26 ] [ 28 ] |
| 2   | 1997年9月21日 | ソニー・ミュージックレコーズ                 | MD           | SRYL-7318    |                                  |               |
| 3   | 2012年11月7日 | ソニー・ミュージックダイレクト               | AAC-LC       | -            | デジタル・ダウンロード           | [ 35 ]        |
| 4   | 2012年11月7日 | ソニー・ミュージックダイレクト               | ロスレスFLAC | -            | デジタル・ダウンロード           | [ 36 ]        |
| 5   | 2018年8月15日 | ソニー・ミュージックダイレクト／GT music     | BSCD2        | MHCL-30524   | 紙ジャケット仕様                 | [ 27 ] [ 37 ] |
| 6   | 2022年11月3日 | ソニー・ミュージックダイレクト／GREAT TRACKS | LP           | MHJL-231     | 初LP化、完全生産限定盤           | [ 38 ]        |